# 市川市立第三中学校
市川市立第三中学校（いちかわしりつ だいさんちゅうがっこう）は、千葉県市川市曽谷三丁目にある公立中学校。通称「三中」（さんちゅう）。令和5年2月現在25学級、生徒数809名(特別支援学級を含む)。

## 概要
「自主・不屈・協同・健康」を信条としている。

## 沿革
- 1947年（昭和22年） 市川市須和田の元防空本部兵舎の一部を仮校舎に開校[2]
- 1948年（昭和23年） 曽谷町新校舎に第2学年が移転[2]
- 1949年（昭和24年） 新校舎に第1学年が移転し全生徒を収容[2]
- 1979年（昭和54年）市川市立下貝塚中学校を分離[2]
- 1980年（昭和55年）市川市立東国分中学校を分離[2]

## 教育
技術・家庭科の授業として保育実習を3学年で行っている。

## 校歌
校歌である「市川市立第三中学校歌」は作詞を菊池猶喜、作曲を村上正治が担当し手1949年に発表された。

## 交通
JR中央・総武線/都営新宿線本八幡駅または京成本線京成八幡駅から京成バス 宮久保坂上バス停下車徒歩3分

## 著名な出身者
- ちはる（タレント）
- 花田力（京成電鉄第10代社長）
- 松丸伸一郎（裁判官、弁護士）
- 雅駿介（格闘家）
- 秋山陽介（サッカー選手）